# Aidhausen
Aidhausen er en kommune i Landkreis Haßberge i Regierungsbezirk Unterfranken i den tyske delstat Bayern. Den er en del af Verwaltungsgemeinschaft Hofheim in Unterfranken.

## Geografi
Aidhausen ligger i Region Main-Rhön.
Der er i kommunen ud over Aidhausen, landsbyerne Friesenhausen, Happertshausen, Kerbfeld, Nassach.